# Hákarl

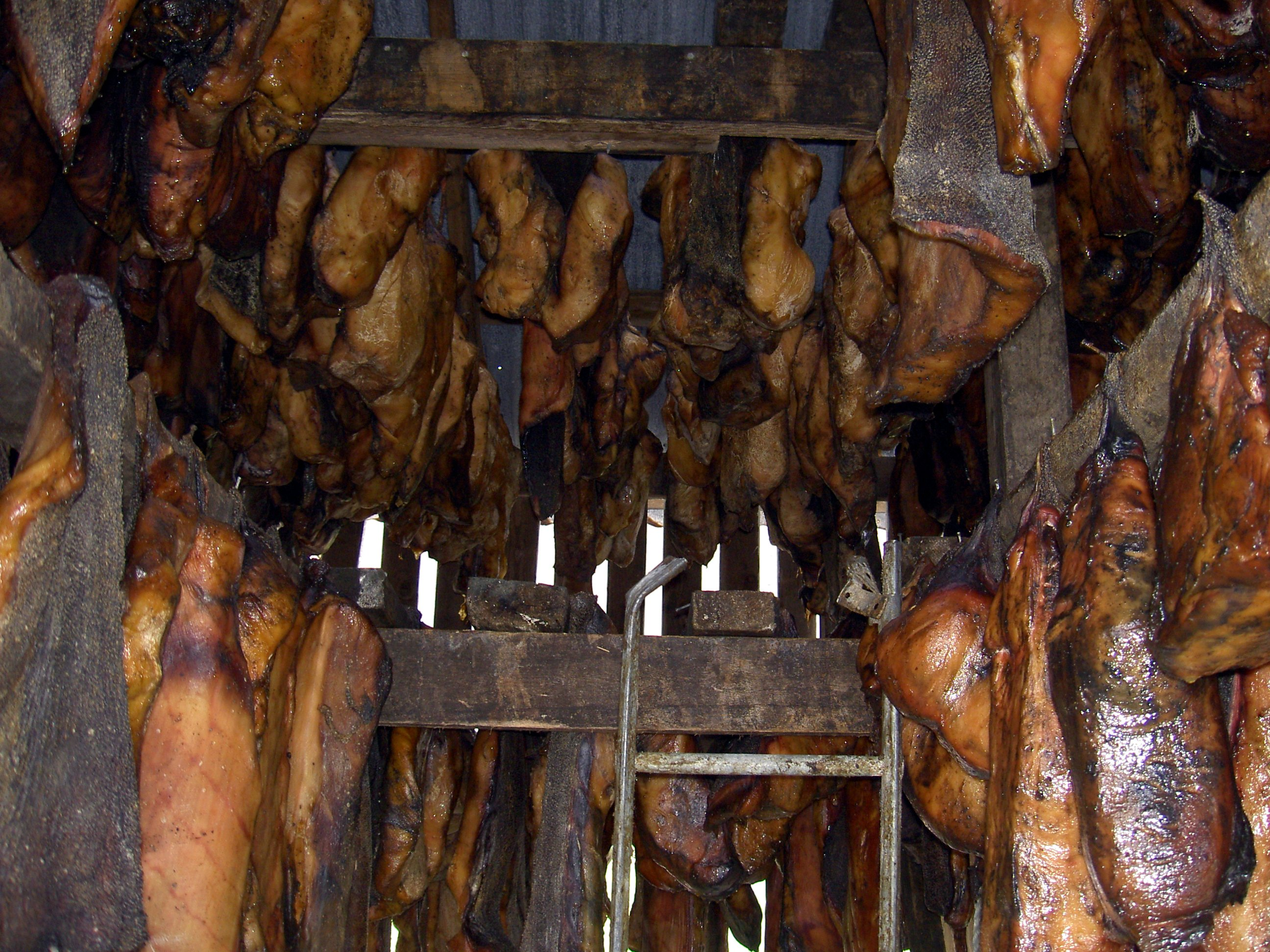
Sušící se hákarl

Hákarl (celým názvem kæstur hákarl, nakládaný žralok) je islandský pokrm připravovaný ze žraločího masa. Podává se jako součást obložené mísy zvané Þorramatur a zapíjí kmínovou pálenkou brennivín.
Specialita se vyrábí ze žraloka malohlavého nebo žraloka velikého. Krev těchto paryb obsahuje velké množství močoviny, která jim umožňuje udržovat osmotický tlak. Proto je jejich maso pro člověka jedovaté a vyžaduje před konzumací zvláštní úpravu. Je podrobeno kvašení pod velkým tlakem, při kterém z něj škodlivá tekutina vyteče. Původně se maso zahrabávalo do písku a zatížilo velkými kameny, v moderní době se používají zvláštní plastové kontejnery. Fermentace probíhá minimálně šest týdnů, pak se maso nařeže na pruhy a zavěsí do průvanu, kde se čtyři až pět týdnů suší. Poté se odstraní tmavý povlak a maso se nakrájí na kostičky (prodávané v obchodech zatavené v igelitu), které konzumenti napichují párátkem. Podle toho, z které části paryby je vyroben, se rozlišuje bílý (skyrhákarl) a tmavý (glerhákarl) hákarl. Jídlo se vyznačuje silným specifickým zápachem po amoniaku a pikantní chutí připomínající uleželý sýr.    